# Cronologia da Guerra da Cisplatina
Esta é uma cronologia da Guerra da Cisplatina.

## 1825
- 24 de setembro: Batalha de Rincón.
- 12 de outubro: Batalha de Sarandi.
- 10 de dezembro: O Império do Brasil declara guerra às Províncias Unidas do Rio da Prata.

## 1826
- Janeiro: General Martin Rodriguez é nomeado comandante da Armada republicana por Congresso Argentino.
- 1 de janeiro: O governo argentino declara a guerra ao Brasil.
- 9 de fevereiro: A esquadra argentina ofereceu o primeiro combate naval contra a força brasileira, conhecido pelo nome de "CORALES".
- 24 de fevereiro: Uma vez furado o bloqueio brasileiro, partiram os argentinos em direção da Colônia de Sacramento.
- 26 de fevereiro: Brown ataca a Colônia, com resultados indecisos.
- 27 de abril: Ataque à fragata Emperatriz, cerca de Montevideo, que fracassa.
- 25 de maio: Batalha de Balizas Exteriores.
- 11 de junho: Batalha de Los Pozos.
- 29 a 30 de julho: Batalha de Quilmes.
- 30 de dezembro: Batalha de Maldonado.

## 1827
- 18 de janeiro: Batalha de Martín García.
- 8 a 9 de fevereiro: Batalha de Juncal.
- 13 de fevereiro: Batalha de Vacacai.
- 16 de fevereiro: Batalha de Umbu.
- 20 de fevereiro: Batalha do Passo do Rosário ou de Ituzaingó.
- 24 de fevereiro: Segunda Batalha de Quilmes. Brown ataca a esquadra brasileira.
- 7 de março: Batalha de Carmen de Patagones.
- 7 a 8 de abril: Batalha de Monte Santiago.
- 23 de abril: Batalha de Camacuã.
- 25 de maio: Batalha de Yerbal.
- 21 de setembro: Batalha de San Blas.

## 1828
- 27 de janeiro: Batalha de Barrega.
- 22 de fevereiro: Batalha de Padre Filiberto.
- 15 de abril: Batalha de Las Cañas.
- 21 de abril: Batalha de Ibicuí.
- 27 de agosto: No Rio de Janeiro, as representantes argentinas assinam uma Convenção Preliminar de Paz.